# Agustín Miranda
Agustín Miranda (1930 –) válogatott paraguayi labdarúgó, hátvéd.

## Pályafutása
A Cerro Porteño labdarúgója volt.
1951 és 1958 között nyolc alkalommal szerepelt a paraguayi válogatottban. Részt vett az 1958-as svédországi világbajnokságon.